# Kurt Keilwitz
Kurt Keilwitz (ur. 2 września 1920, zm. 27 maja 1947 w Landsberg am Lech) – zbrodniarz hitlerowski, członek załogi obozu koncentracyjnego Mauthausen-Gusen i SS-Unterscharführer.
Członek Waffen-SS od 19 lutego 1940. Keilwitz pełnił funkcję strażnika w kompleksie obozowym Mauthausen, zarówno w obozie głównym, jak i w podobozach Linz oraz Loiblpass w okresie od 18 października 1941 do 1 kwietnia 1945. Mordował więźniów i znęcał się nad nimi.
Keilwitz został skazany w procesie załogi Mauthausen-Gusen (US vs. Johann Altfuldisch i inni) przez amerykański Trybunał Wojskowy w Dachau na karę śmierci. Wyrok wykonano przez powieszenie w więzieniu Landsberg 27 maja 1947.